# MacCarthy Square

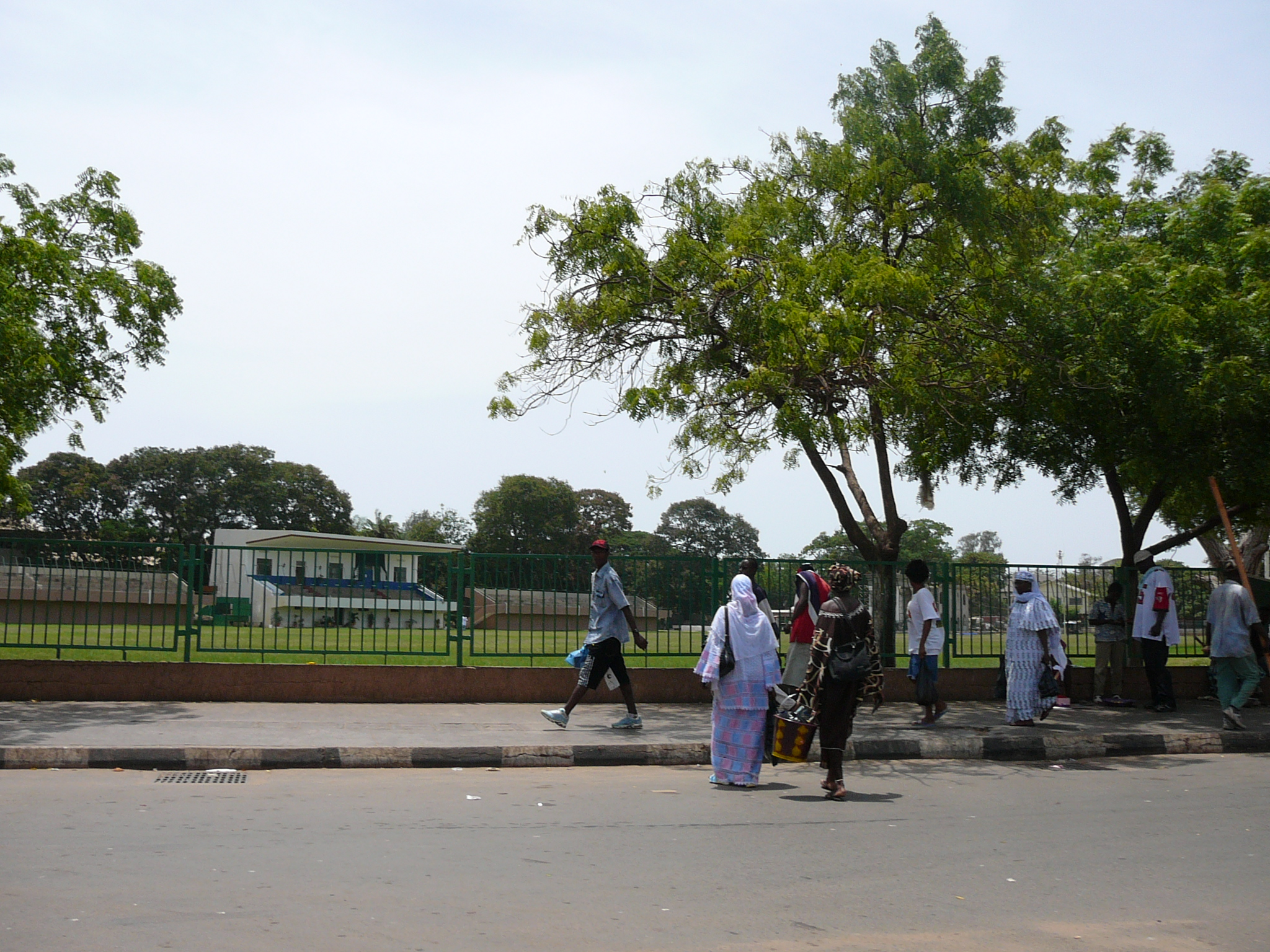
MacCarthy Square (2007)

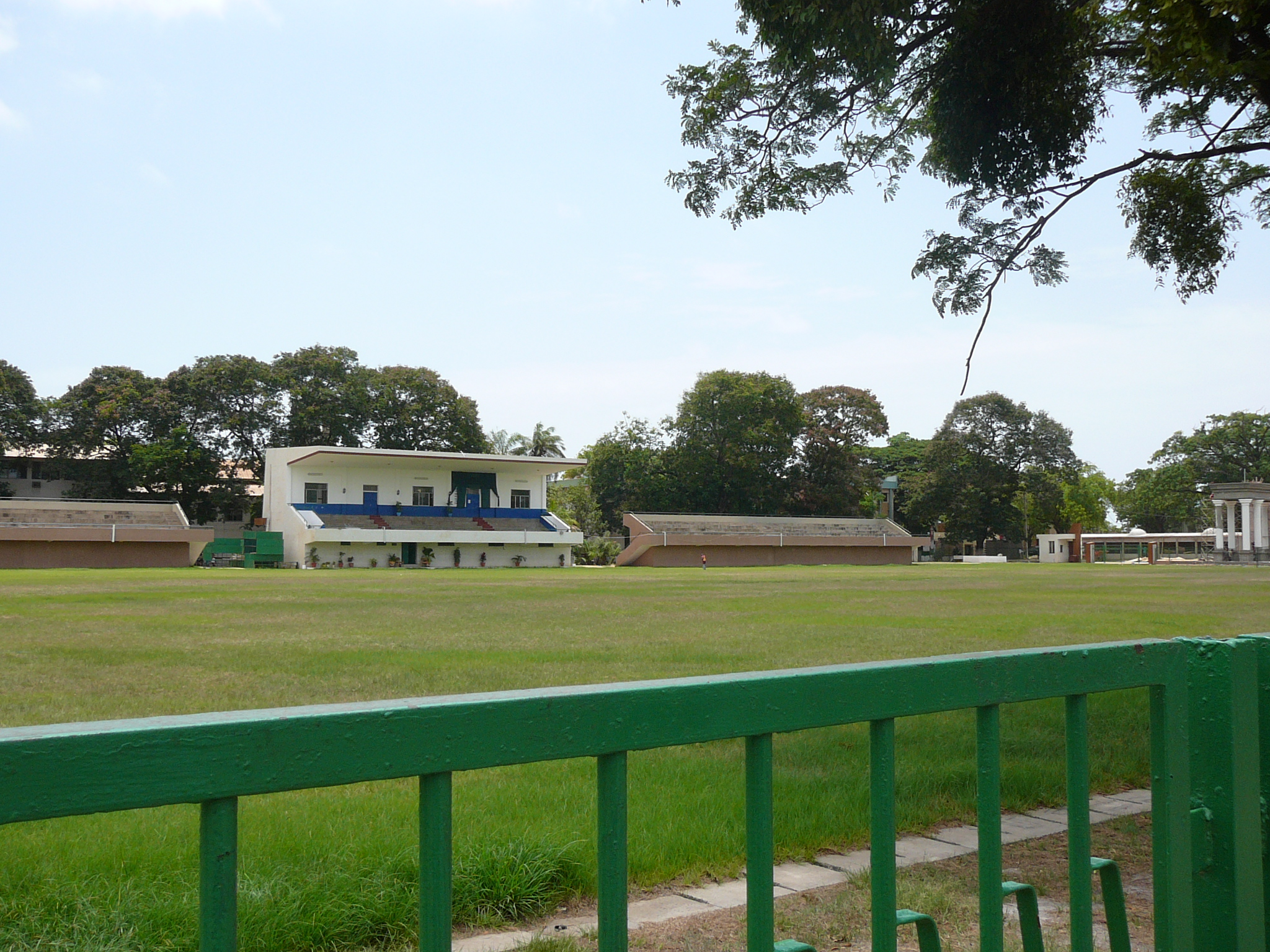
MacCarthy Square (2007)

Der MacCarthy Square (von ca. 1996 bis 2018: July 22nd Square) ist ein Sport- und Versammlungsplatz in Banjul, Hauptstadt des westafrikanischen Staates Gambia. Der Name stammt aus der kolonialen Zeit Britisch-Gambias und geht auf den britischen Gouverneur Sir Charles MacCarthy (1764–1824) zurück.

## Beschreibung
Der rechteckige Platz wird von den Straßen Independence Drive, Rene Blain Street, Marina Parade und Alpha Tapsiru Sallam umschlossen. Zur nordwestlichen Seite schließt sich das Regierungsgebäude The Quadrangle an. An der westlichen Ecke, am Independence Drive gelegen, ist die Anglikanische Kathedrale von Banjul. Diese beiden Gebäude werden von der Straße Alpha Tapsiru Sallam vom MacCarthy Square getrennt. In der westlichen Ecke des Platzes, gegenüber der anglikanischen Kathedrale, ist ein Kinderspielplatz eingerichtet. Der King George Memorial Fountain ist am nordöstlichen Ecke des Platzes zu finden. Das Bathurst Memorial liegt am östlichen Rand des Platzes.
Der grasbewachsene Platz ist umzäunt und in der Regel nicht öffentlich zugänglich. Er wird für besondere Feierlichkeiten und Festlichkeiten benutzt, darunter beispielsweise die Nationalfeiertage, den Tag der Unabhängigkeit am 18. Februar oder ehemals am Tag der Revolution/Tag der Republik am 22. Juli. Zu diesem Zweck sind auf der nordwestlichen Längsseite drei Tribünen errichtet, wovon die Mittlere überdacht ist.

## Geschichte
Der MacCarthy Square wurde bereits von Kapitän Alexander Grant in den 1820ern, als Mittelpunkt der Siedlung Bathurst (ehemaliger Name von Banjul), angelegt.
1905 wurde um den MacCarthy Square ein Zaun errichtet.
In der Regierungszeit Yahya Jammehs wurde der Platz umbenannt in „July 22nd Square“ (deutsch Platz des 22. Juli), benannt ist der Platz nach der Revolution am 22. Juli 1994 des Yahya Jammeh – auch der Beginn der zweiten Republik. Ab 2018, mit dem Regierungswechsel von Adama Barrow wurde wieder der historische Name „MacCarthy Square“ benutzt.

## Sportstätte
Der Platz wurde auch als Cricketfeld benutzt, es wurde hier auch der Name Victoria Recreation Ground verwendet.